# Maszyna informacyjna
Maszyna informacyjna – maszyna, której zadaniem jest przekształcanie (transformowanie, przetwarzanie) informacji (choć niezbędny do jej działania jest także przepływ zasilenia – energii). Rozpatrywana jako źródło informacji jest nazywana nadajnikiem informacji, gdy istotne jest pobieranie przez nią informacji – odbiornikiem informacji